# Mordecai Brown
Mordecai Peter Centennial „Three Finger“ Brown (* 19. Oktober 1876 in Nyesville, Indiana; † 14. Februar 1948 in Terre Haute, Indiana) war ein US-amerikanischer Baseballspieler in der Major League Baseball (MLB). Er spielte die Position des Pitchers und galt als einer der größten Werfer seiner Generation: Er gewann sechs Jahre in Folge mindestens 20 Spiele, führte viermal die Liga in Saves an und hatte 55 Shutouts. Mit den Chicago Cubs gewann er 1907 und 1908 die World Series. Dies erreichte er, obwohl ihm bei einem Unfall zwei Finger der Wurfhand zermalmt wurden. „Three Finger“ Brown wurde 1949 in die Baseball Hall of Fame gewählt.

## Wurfhand

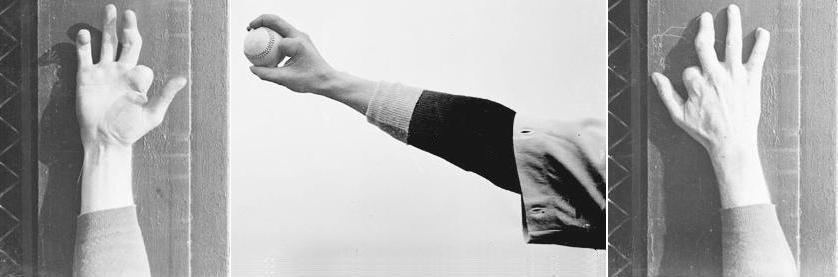
Browns Wurfhand

Brown war zeit seines Lebens für seine verstümmelte Wurfhand bekannt. Als Kind wollte er auf der heimischen Farm Tierfutter in einen Schredder werfen, doch dann verfing sich seine rechte Hand in den Klingen. Sein Zeigefinger wurde abgetrennt und die anderen Finger mehrfach gebrochen. Der Mittelfinger wuchs nur schief zusammen, weswegen Brown praktisch nur mit Daumen, Ringfinger und kleinem Finger werfen konnte. Er machte aus seiner Behinderung einen einzigartigen Vorteil: Weil seine Hand nun ein „Loch“ hatte, konnte er mit mehr Topspin werfen als mit einer gesunden Hand. Deswegen konnte er einen der gefürchtetsten Curveballs seiner Generation entwickeln.